# Martin Ödman
Martin Ödman, född 5 mars 1793 i Göteborg, död 20 oktober 1850 i Åmåls stadsförsamling, Älvsborgs län, var en svensk borgmästare och politiker. Han var borgmästare i Åmåls stad åren 1826–1850. Han var riksdagsman för borgarståndet i Åmål och Alingsås vid ståndsriksdagen 1847/1848.